# Heteropatriarcado
El heteropatriarcado (acrónimo de heterosexualidad y patriarcado) es una concepción abstracta que se utiliza para referirse a un sistema sociopolítico en el que el hombre y la heterosexualidad tienen supremacía sobre otros géneros y sobre otras orientaciones sexuales. Se trata de un término que enfatiza que la discriminación ejercida tanto sobre las mujeres como sobre las personas LGBTI tiene el mismo principio social machista.
Desde la visión feminista, el término patriarcado hace alusión al padre como poseedor del poder dentro de la jerarquía familiar, y por ende, a la subordinación de las mujeres al poder de los hombres. Con la aparición de la teoría queer entre los años 1980 y 1990 y el cuestionamiento de la heterosexualidad obligatoria y del binarismo de género, esta dominación no solamente se describe en términos de sexo o de género (el predominio del hombre sobre la mujer, o lo masculino sobre lo femenino) sino también en términos de sexualidad (la heteronormatividad, o lo heterosexual, por encima de otras orientaciones sexuales y el cisgénero sobre otras identidades).
El heteropatriarcado es un sistema de dominancia social en el que los hombres heterosexuales están privilegiados y se les recompensa de manera rutinaria por presentar rasgos masculinos, entre los que se incluye el deseo hacia las mujeres. De manera inversa, las mujeres, las personas que exhiben rasgos considerados femeninos o aquellas que transgreden las características socialmente vinculados a su sexo reciben una desventaja social jerárquicamente inferior a la posición masculina. Históricamente esto se manifiesta en desventajas económicas y sociales como diferencias salariales por el mismo trabajo u obstáculos para alcanzar puestos de liderazgo de mujeres u hombres percibidos como afeminados.
El heteropatriarcado es una de las facetas de análisis feministas interseccionales usados para explicar la estructura social moderna, basada en un sistema jerárquico de fuerzas de poder y opresión entrelazadas. Esta organización está reforzada por las normas de género, que adscriben rasgos de feminidad y masculinidad a mujeres y hombres. Otra de las bases de esta normalización es la familia nuclear como modelo de la unidad familiar típica que dicta la necesidad de dos padres heterosexuales con la capacidad de producir descendencia. Este modelo familiar se refuerza a través de distintas instituciones sociales como la religión, la educación o el ámbito laboral.

## Historia
Se teoriza que el heteropatriarcado se convirtió en la ideología dominante en la antigua Grecia en tiempos de guerra, cuando se valoraron la fuerza bruta y la dominación. A medida que estos rasgos crecieron en popularidad, los rasgos femeninos fueron simultáneamente condenados y promoviendo la idea de que las mujeres eran seres inferiores.
Desde la antigüedad, el heteropatriarcado ha dado forma a cómo las sociedades de todo el mundo han visto la masculinidad y la feminidad. Este sistema social ha tenido efectos negativos en las sociedades, que han pasado la prueba del tiempo y todavía son evidentes en los tiempos modernos. En toda la China antigua, se muestra con el ejemplo de que los emperadores son hombres con poder dominante. Las mujeres y las personas que mostraron rasgos femeninos fueron objetivados y oprimidos. Las mujeres eran vistas como obedientes esposas de la casa cuyo principal propósito era servir a los hombres. Debido a esto, la voz de las mujeres ha sido ignorada y reprimida. En el otro lado del mundo, el heteropatriarcado griego antiguo fue valorado a través de la fuerza y el poder a lo largo de tiempos de guerra. Llevando a un sistema que marcó a la sociedad en un camino donde se niega los derechos de las mujeres y las deshumaniza.
Otra causa que ha llevado al  es el heteropaternalismo, donde la premisa se establece al heteropatriarcado como un arreglo doméstico. Lo que significa que el padre de una casa es el líder y el poder central de un hogar familiar, y está a cargo de todos los arreglos sociales. Aunque el heteropatriarcado y el heteropaternalismo definen principalmente la perspectiva del patriarcado que configura una mentalidad en la cual el género masculino se ve como una cuerdo, gracioso y capaz. Mientras que las mujeres por otro lado son percibidas como de clase baja y débil.
Esta cosmovisión ideológica de la sociedad se promovió y extendió a través del colonialismo, por el que la cultura europea alcanzó la hegemonía sobre el resto del mundo, eliminando otros sistemas de género junto a otras formas de entender la sociedad, los géneros o el erotismo.

## Efectos en el cine y otros medios
El efecto de la heteropatriarcado se ilustra en muchas formas, como la de los medios de comunicación. Desde los años 2007 hasta 2016, los directores de cine de las cien películas más importantes de cada año fueron evaluados por raza, edad y sexo. De los 1,114 directores, el 96% (1,069 hombres) eran hombres mientras que el 4% restante (45 mujeres) eran mujeres. El estudio también encontró que el promedio de los directores hombres era de 46.2 años, mientras que la edad promedio de las directoras era de 47.4. Además, el rango en el que trabajan los directores hombres era entre las edades de 20 y 80 años, mientras que el lapso de las carreras de mujeres como directoras se encontró entre las edades de 30 a 60 años.
Las películas están dirigidas por directores predominantemente masculinos que implícita y explícitamente insisten en que los espectadores vean una película a través de la mirada masculina. Independientemente de la audiencia objetivo de una película, la perspectiva del director de sexo masculino estará representada a lo largo de una película. Algunas películas incluyen escenas dirigidas a un público masculino mientras simultáneamente objetivan a las mujeres, y finalmente hacen una declaración sobre la importancia de la satisfacción masculina.

## Impacto
Un aspecto importante del heteropatriarcado sistemático es el impacto que tiene en la sociedad. Es la base y la estructura en la que se sustenta EE. UU. Desde la concepción de dicho país, el heteropatriarcado ha sido la principal ideología detrás de la colonización/colonialismo y el capitalismo.
La idea de heteropatriarcado rechaza todo lo que no es statu quo en términos de sexualidad o normas de género, además de que también pone cualquier cosa femenina en segundo lugar. Esta idea de masculinidad sobre feminidad crea una cultura hostil de masculinidad. El impacto que los ideales heteropatriarcales tienen en nuestra percepción de la masculinidad prevalece en el lugar de trabajo, las escuelas y el hogar.
Si bien el heteropatriarcado previene las nociones feministas y obstaculiza el ascenso de las mujeres en la sociedad, también crea una cultura hostil de masculinidad para los hombres. La cultura hostil de la masculinidad rechaza todo lo que es remotamente femenino e idolatra falsamente la idea del hombre perfecto y la mujer perfecta en las nociones estereotipadas del hombre o la esposa de la casa.

## Relevancia
En el contexto del heteropatriarcado, se entiende comúnmente que los hombres generalmente ocupan los puestos más altos de poder en la sociedad, causando que las mujeres y las personas no binarias experimenten la mayor parte de la opresión social. Esta idea se ve reforzada por definiciones poco claras de "género", "sexo" y "orientación sexual" en un contexto cultural y legal, así como por normas de género, que sirven para establecer las expectativas sociales asociadas con la masculinidad y la feminidad.
Uno de los principales fundamentos del heteropatriarcado es la normalización de la familia nuclear como la única unidad familiar aceptable, que manifiesta este sistema social en la actualidad. Esta estructura familiar "ideal" refuerza fuertemente la idea de que los hombres tienen poder sobre las mujeres en cuanto a mantener la riqueza de la familia al ser el estereotipo de "sostén de la familia". Este sistema también se manifiesta a través de la brecha salarial de género en Estados Unidos, en la que el promedio una mujer gana alrededor de 77 centavos por dólar de un hombre, y también por actos de violencia doméstica que generalmente sirve para reforzar el dominio de un hombre sobre su esposa o pareja. En general, heteropatriarcado ha ido establecido estándares sociales para hombres y mujeres, así como las minorías sexuales en términos de la forma en que se perciben en la sociedad, creando una cultura en la que los hombres heterosexuales son vistos como los ciudadanos más valiosos dentro de la sociedad.
Esta práctica está respaldada por instituciones como la religión, que nombra a los hombres como "líderes"; el lugar de trabajo, que excluye a las mujeres de puestos de alto rango basados en la posibilidad de reproducción y educación, que socializan a los niños hacia campos respetados como las ciencias duras y las niñas hacia carreras "más suaves" y menos respetadas. Aunque este sistema social se ha observado a lo largo de la historia y en los tiempos modernos, las mujeres y las minorías sexuales se han orientado recientemente hacia posiciones más altas en la sociedad y hacia campos de trabajo más difíciles y más respetados, demostrando que el sistema del heteropatriarcado está siendo desafiado primera vez en la historia, creando una sociedad más inclusiva.